# Der Golem und die Tänzerin
Der Golem und die Tänzerin er en tysk stumfilm fra 1917 af Paul Wegener.

## Medvirkende
- Paul Wegener som en Golem.
- Lyda Salmonova som Helga.
- Rochus Gliese.
- Wilhelm Diegelmann.
- Fritz Feld.